# ПАК біля мису Лукул
Прибережний аквальний комплекс біля мису Лукул — гідрологічна пам'ятка природи місцевого значення, розташована біля села Андріївка Бахчисарайського району. Створена відповідно до Постанови ВР АРК № 97 від 22 лютого 1979 року.

## Загальні відомості
Землекористувачем пам'ятки є військовий радгосп «Благодатний»; в/ч 53158 ЧФ РФ — суміжний землекористувач землі водного фонду площею 113,5844 га не надані у власність або користування; охоронні зобов'язання Андріївської сільської ради, площа — 128,5844 гектарів. Розташована за 3 км на південний захід від гирла річки Альма, за 3 км на південний захід від села Углове. На півдні межі пам'ятки природи проходять за 600 метрів від пляжу села Андріївка.

## Опис
Пам'ятка природи є полігоном для вивчення гідрологічних і геолого-геоморфологічних процесів, їхнім індикатором виступає природна степова рослинність, що простягнулася вузькою смугою уздовж морського обриву. Екологічна цінність пам'ятки природи обумовлена високим ступенем збереження морських біоценозів. Різноманітність біотопів обумовлює формування різних донних фітоценозів. В акваторії відзначені значні скупчення популяцій промислових риб, розташовані шляхи їхніх сезонних міграцій, відбувається нагул і зимівля більшості видів, в тому числі оселедця, азово-чорноморської хамси і шпрота.
Пам'ятка природи має значення як тимчасовий резерват для птахів у холодні зими, коли спостерігаються великі і відносно довгострокові скупчення гусеподібних і лисок.